# Возжаевка
Возжа́евка — село в Белогорском районе Амурской области России.
Образует Возжаевский сельсовет.

## География
Село Возжаевка расположено на Транссибирской магистрали, в 25 км юго-восточнее Белогорска.
Село Амурское — спутник села Возжаевка. Через село Амурское проходит автодорога Чита — Хабаровск.
От села Возжаевка на запад идёт дорога к селу Мирное, далее выезд на автодорогу Благовещенск — Белогорск; на юго-запад — к селу Заречное.

## История
Основано в 1912 года в связи со строительством Амурской железной дороги и названо по фамилии мастера Возжаева, возглавлявшего строительство этого участка дороги. С 1980 года по 1995 год имело статус поселка городского типа.

## Население
| 1979  | 1989  | 2002  | 2010  | 2012  | 2013  | 2014  |
| ----- | ----- | ----- | ----- | ----- | ----- | ----- |
| 6827  | ↗7952 | ↘7280 | ↘6027 | ↘5645 | ↘5462 | ↘5327 |
| 2015  | 2016  | 2017  | 2018  | 2021  |       |       |
| ↘5228 | ↘5121 | ↘5103 | ↘5068 | ↗5551 |       |       |

## Инфраструктура
- Станция Возжаевка Забайкальской железной дороги.
- В окрестностях сёл Возжаевка и Амурское находятся воинские части и аэродром Возжаевка.